# Тамна енергија
У астрономији је тамна енергија назив за врсту непознате енергије која прожима цео свемир и убрзава његово ширење. Теорија тамне енергије је најшире прихваћена хипотеза којом се објашњаваја уочено убрзано ширење свемира. У оквиру тренутно доминантне ламбда ЦДМ парадигме, а на основу прикупљених података Планк летелице, видљиви део свемира се састоји од: 26,8% тамне материје, 68,3% тамне енергије и 4,9% материје. Иако по тој теорији тамна енергија има врлу малу густину, 6.91 × 10−27 kg/m³, она је доминантна због своје распрострањености по целом свемиру. Густина тамне енергије је веома ниска (~ 7 × 10−30 3), много нижа од густине обичне материје или тамне материје унутар галаксија. Међутим, она доминира масом и енергијом свемира јер је униформна широм свемира.
Две предложене форме тамне енергије су космолошка константа, која представља константну енергетску густину хомогено попуњеног свемира, и скаларна поља као што је квинтесенција или модули, динамички квантитети чија густина енергије може да варира у времену и простору. Доприноси скаларних поља који су константни у простору обично су такође укључени у космолошку константу. Космолошка константа може да буде формулисана тако да је еквивалентна радијацији нулте тачке простора, тј. вакуумској енергији. Скаларна поља која се мењају у простору могу бити тешка за разликовање од космолошке константе јер промена може бити изузетно спора.

## Докази постојања

### Супернове
У току 1998. и 1999. године су објављена посматрања супернових која сугеришу да се ширење свемира убрзава. За ово откриће је 2011. године астрофизичарима Саулу Перлмутеру, Брајану Шмиту и Адаму Г. Реису додељена Нобелова награда за физику. Од тада су ови налази потврђени из више извора. Мерења свемирског микроталасног позадинског зрачења, ефекат гравитационог сочива, свемирска структура великих размера, као и побољшана мерења супернових су у складу са Ламбда-ЦДМ моделом.

## Други механизам узрока убрзања

### Модификована гравитација
Докази за тамну енергију у великој мери зависе од теорије опште релативности. Према томе, могуће је да модификација опште релативности елиминише потребу за тамном енергијом. Постоји много таквих теорија, и истраживања су у току. Мерење брзине гравитације у првом гравитационом таласу мерено негравитационим средствима (GW170817) искључило је многе модификоване теорије гравитације као могућа објашњења тамне енергије.
Астрофизичар Итан Сигел наводи да, док такве алтернативе добијају велику медијску покривеност, готово сви професионални астрофизичари су сигурни да тамна енергија постоји, и да ниједна од конкурентних теорија не објашњава запажања до истог нивоа прецизности као стандардна тамна енергија.